# Ma Sang-hoon
Ma Sang-hoon (kor. 마상훈; * 25. Juli 1991) ist ein südkoreanischer Fußballspieler.

## Karriere
Ma Sang-hoon erlernte das Fußballspielen in der Schulmannschaft der Suncheon High School in Südkorea. Seinen ersten Vertrag unterschrieb er 2011 beim Gangwon FC. Das Fußballfranchise aus Gangwon-do spielte in der ersten Liga, der K League 1. Hier kam er nicht zum Einsatz. 2013 wechselte er nach Thailand. Hier unterschrieb er einen Vertrag beim BBCU FC. Mit dem Verein aus Bangkok spielte er in der zweiten thailändischen Liga, der Thai Premier League Division 1. Nach einer Saison kehrte er 2014 wieder in seine Heimat zurück. Hier schloss er sich dem Erstligisten Jeonnam Dragons aus Gwangyang an. 2016 ging er wieder nach Thailand, wo er von seinem ehemaligen Klub BBCU verpflichtet wurde. Für den mittlerweile in der ersten Liga spielenden Verein absolvierte er 25 Erstligaspiele. Am Ende der Saison musste der Verein in die zweite Liga absteigen. Wo er 2017 gespielt hat, ist unbekannt. Anfang 2018 wurde er vom Suwon FC verpflichtet. Der Verein aus Suwon spielte in der zweiten Liga. Hier unterschrieb er einen Dreijahresvertrag. Von 2018 bis 2019 spielte er für den Sangju Sangmu FC. Zu den Spielern des Vereins zählen südkoreanische Profifußballer, die ihren zweijährigen Militärdienst ableisten. 2020 wurde er vom Seongnam FC unter Vertrag genommen. Mit dem Franchise aus Seongnam spielt er in der zweiten Liga.